# Kvalifikace na Mistrovství Evropy ve fotbale 2016 – skupina G
Skupina G kvalifikace na Mistrovství Evropy ve fotbale 2016 byla jednou z 9 kvalifikačních skupin na tento šampionát. Postup na závěrečný turnaj si zajistily první dva týmy skupiny a to Rakousko a Rusko. Týmy ze třetích míst všech skupin byly seřazeny do žebříčku a nejlepší tým tohoto žebříčku postoupil také přímo. Zbylých osm týmů na třetích místech hrálo baráž, z této skupiny to bylo Švédsko.

## Tabulka
| Legenda                                                                         |
| ------------------------------------------------------------------------------- |
| Vítěz skupiny a druhý v pořadí postupující přímo na šampionát                   |
| Třetí tým v pořadí hrál baráž o postup na šampionát                             |
| V křížové tabulce vpravo je domácí tým v levém sloupci, hostující v horní řadě. |
| Vítěz zápasu je zvýrazněn tučně.                                                |

| Tým             | Z  | V | R | P | VG | IG | +/- | B  |
| --------------- | -- | - | - | - | -- | -- | --- | -- |
| Rakousko        | 10 | 9 | 1 | 0 | 22 | 5  | +17 | 28 |
| Rusko           | 10 | 6 | 2 | 2 | 21 | 5  | +16 | 20 |
| Švédsko         | 10 | 5 | 3 | 2 | 15 | 9  | +5  | 18 |
| Černá Hora      | 10 | 3 | 2 | 5 | 10 | 13 | −3  | 11 |
| Lichtenštejnsko | 10 | 1 | 2 | 7 | 2  | 26 | −24 | 5  |
| Moldavsko       | 10 | 0 | 2 | 8 | 4  | 16 | −12 | 2  |

|                 | Rakousko | Rusko | Švédsko | Černá Hora | Lichtenštejnsko | Moldavsko |
| --------------- | -------- | ----- | ------- | ---------- | --------------- | --------- |
| Rakousko        | —        | 1:0   | 1:1     | 1:0        | 3:0             | 1:0       |
| Rusko           | 0:1      | —     | 1:0     | 2:0        | 4:0             | 1:1       |
| Švédsko         | 1:4      | 1:1   | —       | 3:1        | 2:0             | 2:0       |
| Černá Hora      | 2:3      | 0:3*  | 1:1     | —          | 2:0             | 2:0       |
| Lichtenštejnsko | 0:5      | 0:7   | 0:2     | 0:0        | —               | 1:1       |
| Moldavsko       | 1:2      | 1:2   | 0:2     | 0:2        | 0:1             | —         |

## Zápasy
Všechny časy zápasů jsou v SEČ nebo SELČ.
| 8. září 2014 18:00                                                    |        |                 |                                                                             |
| Rusko                                                                 | 4 : 0  | Lichtenštejnsko | Arena Chimki, Chimki diváci: 11 236 rozhodčí: Sébastien Delferiere (Belgie) |
| M. Büchel 4' (vl.) Burgmeier 50' (vl.) Kombarov 54' (pen.) Dzjuba 65' | Zpráva |                 | Arena Chimki, Chimki diváci: 11 236 rozhodčí: Sébastien Delferiere (Belgie) |

| 8. září 2014 20:45 |        |            |                                                                             |
| Rakousko           | 1 : 1  | Švédsko    | Ernst-Happel-Stadion, Vídeň diváci: 48 500 rozhodčí: Pavel Královec (Česko) |
| Alaba 7' (pen.)    | Zpráva | Zengin 12' | Ernst-Happel-Stadion, Vídeň diváci: 48 500 rozhodčí: Pavel Královec (Česko) |

| 8. září 2014 20:45          |        |           |                                                                                    |
| Černá Hora                  | 2 : 0  | Moldavsko | Stadion Pod Goricom, Podgorica diváci: 8 759 rozhodčí: Alexej Kulbakov (Bělorusko) |
| Vučinić 45+2' Tomašević 73' | Zpráva |           | Stadion Pod Goricom, Podgorica diváci: 8 759 rozhodčí: Alexej Kulbakov (Bělorusko) |

| 9. října 2014 20:45 |        |            |                                                                          |
| Lichtenštejnsko     | 0 : 0  | Černá Hora | Rheinpark Stadion, Vaduz diváci: 2 790 rozhodčí: Simon Lee Evans (Wales) |
|                     | Zpráva |            | Rheinpark Stadion, Vaduz diváci: 2 790 rozhodčí: Simon Lee Evans (Wales) |

| 9. října 2014 20:45 |        |                            |                                                                             |
| Moldavsko           | 1 : 2  | Rakousko                   | Stadionul Zimbru, Kišiněv diváci: 8 500 rozhodčí: Jorge Sousa (Portugalsko) |
| Dedov 27' (pen.)    | Zpráva | Alaba 12' (pen.) Janko 51' | Stadionul Zimbru, Kišiněv diváci: 8 500 rozhodčí: Jorge Sousa (Portugalsko) |

| 9. října 2014 20:45 |        |             |                                                                       |
| Švédsko             | 1 : 1  | Rusko       | Friends Arena, Solna diváci: 49 023 rozhodčí: Nicola Rizzoli (Itálie) |
| Toivonen 49'        | Zpráva | Kokorin 10' | Friends Arena, Solna diváci: 49 023 rozhodčí: Nicola Rizzoli (Itálie) |

| 12. října 2014 18:00 |        |            |                                                                               |
| Rakousko             | 1 : 0  | Černá Hora | Ernst-Happel-Stadion, Vídeň diváci: 44 200 rozhodčí: Bas Nijhuis (Nizozemsko) |
| Okotie 24'           | Zpráva |            | Ernst-Happel-Stadion, Vídeň diváci: 44 200 rozhodčí: Bas Nijhuis (Nizozemsko) |

| 12. října 2014 18:00 |        |              |                                                                              |
| Rusko                | 1 : 1  | Moldavsko    | Otkrytije Arena, Moskva diváci: 42 000 rozhodčí: Kristinn Jakobsson (Island) |
| Dzjuba 73' (pen.)    | Zpráva | Epureanu 74' | Otkrytije Arena, Moskva diváci: 42 000 rozhodčí: Kristinn Jakobsson (Island) |

| 12. října 2014 20:45  |        |                 |                                                                         |
| Švédsko               | 2 : 0  | Lichtenštejnsko | Friends Arena, Solna diváci: 22 528 rozhodčí: Gediminas Mažeika (Litva) |
| Zengin 34' Durmaz 46' | Zpráva |                 | Friends Arena, Solna diváci: 22 528 rozhodčí: Gediminas Mažeika (Litva) |

| 15. listopadu 2014 18:00 |        |       |                                                                               |
| Rakousko                 | 1 : 0  | Rusko | Ernst-Happel-Stadion, Vídeň diváci: 47 500 rozhodčí: Martin Atkinson (Anglie) |
| Okotie 73'               | Zpráva |       | Ernst-Happel-Stadion, Vídeň diváci: 47 500 rozhodčí: Martin Atkinson (Anglie) |

| 15. listopadu 2014 18:00 |        |                 |                                                                               |
| Moldavsko                | 0 : 1  | Lichtenštejnsko | Stadionul Zimbru, Kišiněv diváci: 6 843 rozhodčí: Mattias Gestranius (Finsko) |
|                          | Zpráva | Burgmeier 74'   | Stadionul Zimbru, Kišiněv diváci: 6 843 rozhodčí: Mattias Gestranius (Finsko) |

| 15. listopadu 2014 20:45 |        |                |                                                                                  |
| Černá Hora               | 1 : 1  | Švédsko        | Stadion Pod Goricom, Podgorica diváci: 15 000 rozhodčí: William Collum (Skotsko) |
| Jovetić 80' (pen.)       | Zpráva | Ibrahimović 9' | Stadion Pod Goricom, Podgorica diváci: 15 000 rozhodčí: William Collum (Skotsko) |

| 27. března 2015 20:45 |        |                                                               |                                                                         |
| Lichtenštejnsko       | 0 : 5  | Rakousko                                                      | Rheinpark Stadion, Vaduz diváci: 6 127 rozhodčí: Felix Zwayer (Německo) |
|                       | Zpráva | Harnik 14' Janko 16' Alaba 59' Junuzović 74' Arnautović 90+3' | Rheinpark Stadion, Vaduz diváci: 6 127 rozhodčí: Felix Zwayer (Německo) |

| 27. března 2015 20:45 |        |                             |                                                                            |
| Moldavsko             | 0 : 2  | Švédsko                     | Stadionul Zimbru, Kišiněv diváci: 10 500 rozhodčí: Ivan Bebek (Chorvatsko) |
|                       | Zpráva | Ibrahimović 46', 84' (pen.) | Stadionul Zimbru, Kišiněv diváci: 10 500 rozhodčí: Ivan Bebek (Chorvatsko) |

| 27. března 2015 20:45 |                  |       |                                                                  |
| Černá Hora            | 0 : 3 kontumačně | Rusko | Stadion Pod Goricom, Podgorica rozhodčí: Deniz Aytekin (Německo) |
|                       | Zpráva           |       | Stadion Pod Goricom, Podgorica rozhodčí: Deniz Aytekin (Německo) |

| 14. června 2015 18:00 |        |            |                                                                        |
| Lichtenštejnsko       | 1 : 1  | Moldavsko  | Rheinpark Stadion, Vaduz diváci: 2 080 rozhodčí: Libor Kovařík (Česko) |
| Wieser 20'            | Zpráva | Boghiu 43' | Rheinpark Stadion, Vaduz diváci: 2 080 rozhodčí: Libor Kovařík (Česko) |

| 14. června 2015 18:00 |        |           |                                                                         |
| Rusko                 | 0 : 1  | Rakousko  | Otkrytije Arena, Moskva diváci: 33 750 rozhodčí: Milorad Mažić (Srbsko) |
|                       | Zpráva | Janko 33' | Otkrytije Arena, Moskva diváci: 33 750 rozhodčí: Milorad Mažić (Srbsko) |

| 14. června 2015 20:45         |        |                       |                                                                       |
| Švédsko                       | 3 : 1  | Černá Hora            | Friends Arena, Solna diváci: 32 224 rozhodčí: Hüseyin Göçek (Turecko) |
| Berg 37' Ibrahimović 40', 44' | Zpráva | Damjanović 64' (pen.) | Friends Arena, Solna diváci: 32 224 rozhodčí: Hüseyin Göçek (Turecko) |

| 5. září 2015 18:00 |        |         |                                                                            |
| Rusko              | 1 : 0  | Švédsko | Otkrytije Arena, Moskva diváci: 43 768 rozhodčí: Mark Clattenburg (Anglie) |
| Dzjuba 38'         | Zpráva |         | Otkrytije Arena, Moskva diváci: 43 768 rozhodčí: Mark Clattenburg (Anglie) |

| 5. září 2015 20:45 |        |           |                                                                                     |
| Rakousko           | 1 : 0  | Moldavsko | Ernst-Happel-Stadion, Vídeň diváci: 48 500 rozhodčí: Aleksandar Stavrev (Makedonie) |
| Junuzović 52'      | Zpráva |           | Ernst-Happel-Stadion, Vídeň diváci: 48 500 rozhodčí: Aleksandar Stavrev (Makedonie) |

| 5. září 2015 20:45      |        |                 |                                                                                         |
| Černá Hora              | 2 : 0  | Lichtenštejnsko | Stadion Pod Goricom, Podgorica diváci: 0 rozhodčí: Javier Estrada Fernández (Španělsko) |
| Bećiraj 38' Jovetić 56' | Zpráva |                 | Stadion Pod Goricom, Podgorica diváci: 0 rozhodčí: Javier Estrada Fernández (Španělsko) |

| 8. září 2015 20:45 |        |                                                                      |                                                                         |
| Lichtenštejnsko    | 0 : 7  | Rusko                                                                | Rheinpark Stadion, Vaduz diváci: 2 874 rozhodčí: Bobby Madden (Skotsko) |
|                    | Zpráva | Dzjuba 21', 45', 73', 90' Kokorin 40' (pen.) Smolov 77' Dzagojev 85' | Rheinpark Stadion, Vaduz diváci: 2 874 rozhodčí: Bobby Madden (Skotsko) |

| 8. září 2015 20:45 |        |                         |                                                                                 |
| Moldavsko          | 0 : 2  | Černá Hora              | Stadionul Zimbru, Kišiněv diváci: 6 243 rozhodčí: Sébastien Delferière (Belgie) |
|                    | Zpráva | Savić 9' Racu 65' (vl.) | Stadionul Zimbru, Kišiněv diváci: 6 243 rozhodčí: Sébastien Delferière (Belgie) |

| 8. září 2015 20:45 |        |                                           |                                                                                   |
| Švédsko            | 1 : 4  | Rakousko                                  | Friends Arena, Solna diváci: 48 355 rozhodčí: Carlos Velasco Carballo (Španělsko) |
| Ibrahimović 90+1'  | Zpráva | Alaba 9' (pen.) Harnik 38', 88' Janko 77' | Friends Arena, Solna diváci: 48 355 rozhodčí: Carlos Velasco Carballo (Španělsko) |

| 9. října 2015 20:45 |        |                          |                                                                       |
| Lichtenštejnsko     | 0 : 2  | Švédsko                  | Rheinpark Stadion, Vaduz diváci: 4 740 rozhodčí: Liran Liany (Izrael) |
|                     | Zpráva | Berg 18' Ibrahimović 55' | Rheinpark Stadion, Vaduz diváci: 4 740 rozhodčí: Liran Liany (Izrael) |

| 9. října 2015 20:45 |        |                          |                                                                                |
| Moldavsko           | 1 : 2  | Rusko                    | Stadionul Zimbru, Kišiněv diváci: 10 244 rozhodčí: Michael Koukoulakis (Řecko) |
| Cebotaru 85'        | Zpráva | Ignaševič 58' Dzyuba 78' | Stadionul Zimbru, Kišiněv diváci: 10 244 rozhodčí: Michael Koukoulakis (Řecko) |

| 9. října 2015 20:45     |        |                                         |                                                                                |
| Černá Hora              | 2 : 3  | Rakousko                                | Stadion Pod Goricom, Podgorica diváci: 7 107 rozhodčí: Daniele Orsato (Itálie) |
| Vučinić 32' Bećiraj 68' | Zpráva | Janko 55' Arnautović 81' Sabitzer 90+2' | Stadion Pod Goricom, Podgorica diváci: 7 107 rozhodčí: Daniele Orsato (Itálie) |

| 12. října 2015 18:00          |        |                 |                                                                               |
| Rakousko                      | 3 : 0  | Lichtenštejnsko | Ernst-Happel-Stadion, Vídeň diváci: 48 500 rozhodčí: Miroslav Zelinka (Česko) |
| Arnautović 12' Janko 54', 57' | Zpráva |                 | Ernst-Happel-Stadion, Vídeň diváci: 48 500 rozhodčí: Miroslav Zelinka (Česko) |

| 12. října 2015 18:00          |        |            |                                                                             |
| Rusko                         | 2 : 0  | Černá Hora | Otkrytije Arena, Moskva diváci: 35 604 rozhodčí: Svein Oddvar Moen (Norsko) |
| Kuzmin 33' Kokorin 37' (pen.) | Zpráva |            | Otkrytije Arena, Moskva diváci: 35 604 rozhodčí: Svein Oddvar Moen (Norsko) |

| 12. října 2015 18:00       |        |           |                                                                   |
| Švédsko                    | 2 : 0  | Moldavsko | Friends Arena, Solna diváci: 25 351 rozhodčí: Luca Banti (Itálie) |
| Ibrahimović 23' Zengin 47' | Zpráva |           | Friends Arena, Solna diváci: 25 351 rozhodčí: Luca Banti (Itálie) |

## Statistiky

### Střelci
Přehled střelců skupiny G.
8 gólů
- Arťom Dzjuba
- Zlatan Ibrahimović

7 gólů
- Marc Janko

4 góly
- David Alaba

3 góly
- Marko Arnautović
- Martin Harnik
- Alexandr Kokorin
- Erkan Zengin

2 góly
- Fatos Bećiraj
- Stevan Jovetić
- Mirko Vučinić
- Zlatko Junuzović
- Rubin Okotie
- Marcus Berg

1 gól
- Dejan Damjanović
- Stefan Savić
- Žarko Tomašević
- Franz Burgmeier
- Sandro Wieser
- Gheorghe Boghiu
- Eugeniu Cebotaru
- Alexandru Dedov
- Alexandru Epureanu
- Marcel Sabitzer
- Alan Dzagojev
- Sergej Ignaševič
- Dmitrij Kombarov
- Oleg Kuzmin
- Fjodor Smolov
- Jimmy Durmaz
- Ola Toivonen

Vlastní branka
- Martin Büchel (proti Rusku)
- Franz Burgmeier (proti Rusku)
- Petru Racu (proti Černé Hoře)

### Asistence
Přehled asistentů skupiny G.
5 asistencí
- Martin Harnik

3 asistence
- David Alaba
- Jimmy Durmaz

2 asistence
- Fatos Bećiraj
- Nemanja Nikolić
- Marko Arnautović
- Marc Janko
- Zlatko Junuzović
- Arťom Dzjuba
- Sergej Ignaševič
- Roman Širokov

1 asistence
- Stevan Jovetić
- Stefan Savić
- Nikola Vukčević
- Seyhan Yildiz
- Vitalie Bordian
- Alexandru Dedov
- Nicolae Milinceanu
- Christian Fuchs
- Jakob Jantscher
- Marcel Sabitzer
- Igor Děnisov
- Alexandr Kokorin
- Dmitrij Kombarov
- Alexandr Samedov
- Igor Smolnikov
- Albin Ekdal
- John Guidetti
- Zlatan Ibrahimović
- Kim Källström
- Sebastian Larsson
- Mikael Lustig
- Isaac Kiese Thelin
- Erkan Zengin

## Absence hráčů
Následující hráči nemohli v důsledku trestu nastoupit v některém z utkání kvalifikace.
| Tým             | Hráč               | Přestupek | Délka trestu                                  |
| --------------- | ------------------ | --- | --------------------------------------------- |
| Černá Hora      | Marko Simić        | nahromadění žlutých karet v zápasech proti: Lichtenštejnsku (9. října 2014) Rakousku (12. října 2014) Švédsku (14. června 2015)   | 1 utkání proti Lichtenštejnsku (5. září 2015) |
| Černá Hora      | Mirko Vučinić      | vyloučení po druhé žluté kartě proti Rakousku (9. října 2015)                                                                     | 1 utkání proti Rusku (12. října 2015)         |
| Lichtenštejnsko | Mario Frick        | nahromadění žlutých karet v zápasech proti: Rusku (8. září 2014) Černé Hoře (9. října 2014) Švédsku (12. října 2014)              | 1 utkání proti Moldavsku (15. listopadu 2014) |
| Lichtenštejnsko | Sandro Wieser      | nahromadění žlutých karet v zápasech proti: Rusku (8. září 2014) Moldavsku (14. června 2015) Černé Hoře (5. září 2015)            | 1 utkání proti Rusku (8. září 2015)           |
| Lichtenštejnsko | Daniel Kaufmann    | červená karta proti Rusku (8. září 2015)                                                                                          | 1 utkání proti Švédsku (9. října 2015)        |
| Moldavsko       | Alexandru Gațcan   | nahromadění žlutých karet v zápasech proti: Švédsku (27. března 2015) Lichtenštejnsku (14. června 2015) Černé Hoře (8. září 2015) | 1 utkání proti Rusku (9. října 2015)          |
| Moldavsko       | Victor Golovatenco | nahromadění žlutých karet v zápasech proti: Rusku (12. října 2014) Švédsku (27. března 2015) Černé Hoře (8. září 2015)            | 1 utkání proti Rusku (9. října 2015)          |
| Rakousko        | Marc Janko         | červená karta proti Moldavsku (9. října 2014)                                                                                     | 1 utkání proti Černé Hoře (12. října 2014)    |
| Švédsko         | Andreas Granqvist  | vyloučení po druhé žluté kartě proti Moldavsku (27. března 2015)                                                                  | 1 utkání proti Černé Hoře (14. června 2015)   |
| Švédsko         | Kim Källström      | nahromadění žlutých karet v zápasech proti: Rakousku (8. září 2014) Černé Hoře (15. listopadu 2014) Černé Hoře (14. června 2015)  | 1 utkání proti Rusku (5. září 2015)           |